# پادر اترنو
پادر اترنو (به انگلیسی: Padre Eterno) یک کشتی است که طول آن 53 m می‌باشد.